# Бородулихинский район
Бороду́лихинский район (каз. Бородулиха ауданы) — район на севере Абайской области в Казахстане. Административный центр района — село Бородулиха.

## География
На востоке район граничит с Шемонаихинским районом, на юго-востоке — с Уланским районом, на юге — с территорией администрации города Семей, на западе — с Бескарагайским районом, на севере — с Угловским районом Алтайского края России.
Территория района занимает 698 992 га, из которых лес — 87773 га, водоёмы — 14301 га.
Климат в районе резко континентальный с суровой зимой и прохладным летом. Средняя температура в январе — −17 °С, в июле — 20 °С. Среднегодовое количество осадков — 300—600 мм.
Западную часть района занимает Бельагашская степь. Рельеф восточный части района холмистый.
Район расположен на правобережье Иртыша. Также протекают его притоки — Уба, Шульбинка и другие. Крупнейшее озеро района — Большое. В юго-востоке района частично расположено Шульбинское водохранилище.
Почвы на западе района — солончаковые, солонцовые и каштановые, на востоке района — чернозёмные.

## История
До 1921 года нынешняя территория района относилась к Змеиногорскому уезду Томской (в 1917—1921 — Алтайской) губернии.
17 января 1928 года из Бородулихинской и Советской волостей Семипалатинского уезда Семипалатинской губернии образован Бель-Агачский район Семипалатинского округа с центром в селе Бель-Агач.
17 декабря 1930 года окружное деление в Казахской АССР ликвидировано, Бель-Агачский район укрупнён за счёт части Бурасинского района и передан в прямое республиканское подчинение.
11 января 1932 года центр района перенесён в город Семипалатинск. 20 февраля 1932 года Бель-Агачский район вошёл в состав вновь образованной Восточно-Казахстанской области.
9 января 1935 года часть территории района передано во вновь образованный Предгорненский район. 24 февраля 1935 года центр района перенесён в село Бородулиха.
14 октября 1939 года район передан во вновь образованную Семипалатинскую область.
8 мая 1944 года Бель-Агачский район переименован в Бородулихинский. Одновременно в новый Ново-Покровский район были переданы Бельагачский, Ерназаровский, Жаймовский, Зубаировский, Красно-Аульский, Николаевский, Октябрьский, Петропавловский, Подборный, Пролетарский, Степной, Тукаевский, Уялинский сельсоветы и Бельагачский поселковый совет.
29 мая 1962 года Бородулихинский район был упразднён в результате объединения с Ново-Шульбинским районом.
2 января 1963 года образован Бородулихинский сельский район на базе упразднённого Ново-Шульбинского и части Ново-Покровского районов.
28 августа 1965 года из Абайского района передан Семейтауский сельсовет.
31 января 1966 года во вновь образованный Жана-Семейский район передано 6 сельсоветов.
9 декабря 1970 года из 8 сельсоветов Бородулихинского района образован Ново-Шульбинский район.
25 сентября 1974 года населённый пункт при Орловском горно-обогатительном комбинате преобразован в рабочий посёлок Жезкент.
27 августа 1996 года из состава упразднённого Жана-Семейского района передано 3 сельских округа.
29 января 1997 года в состав Бородулихинского района передана территория упразднённого Ново-Шульбинского района.
3 мая 1997 года Семипалатинская область упразднена, район вошёл в состав Восточно-Казахстанской области.
8 июня 2022 года район вошёл в состав новообразованной Абайской области.

## Население
Национальный состав (на начало 2019 года):
- русские — 18 938 чел. (52,72 %)
- казахи — 12 851 чел. (35,77 %)
- немцы — 2 403 чел. (6,69 %)
- татары — 728 чел. (2,03 %)
- украинцы — 263 чел. (0,73 %)
- белорусы — 117 чел. (0,33 %)
- чеченцы — 136 чел. (0,38 %)
- корейцы — 141 чел. (0,39 %)
- другие — 348 чел. (0,97 %)
- Всего — 35 925 чел. (100,00 %)

## Административно-территориальное деление
Бородулихинский район делится на 17 сельских и 1 поселковый округ, в которых находится 66 сельских населённых пунктов:
| Сельский/поселковый округ      | Населённые пункты                                                              |
| Андреевский сельский округ     | село Михайличенково                                                            |
| Бакинский сельский округ       | село Коростели, станция Аул                                                    |
| Бель-Агачский сельский округ   | село Бель-Агач, село Зенковка, село Бековка, разъезд Дюсакен, разъезд 41       |
| Бородулихинский сельский округ | село Бородулиха, село Успенка, село Знаменка, село Барышовка, село Поднебесное |
| Дмитриевский сельский округ    | село Дмитриевка, село Боровое                                                  |
| Жезкентский поселковый округ   | посёлок Жезкент                                                                |
| Жерновский сельский округ      | село Жерновка, село Боровлянка, село Поллог                                    |
| Зубаировский сельский округ    | село Зубаир, село Байтанат, село Жанаауыл                                      |
| Красноярский сельский округ    | село Красный Яр, село Уба-Форпост, село Речное                                 |
| Ленинский сельский округ       | село Песчанка, село 2 Пятилетка                                                |
| Новодворовский сельский округ  | село Ивановка, село Сосновка, подхоз Березовка, санаторий Березовка            |
| Новопокровский сельский округ  | село Новопокровка, село Сарногай, село Карагайлы                               |
| Новошульбинский сельский округ | село Новая Шульба, село Пролетарка, село Солоновка                             |
| Переменовский сельский округ   | село Переменовка, село Орловка, село Андроновка, село Ремки                    |
| Петропавловский сельский округ | село Петропавловка, село Изатулла                                              |
| Подборный сельский округ       | село Камышенка, село Михайловка                                                |
| Степной сельский округ         | село Шелехово, село Орловка                                                    |
| Таврический сельский округ     | село Буркотово, село Сохновка                                                  |

## Промышленность
На территории района находится Жезкентский горно-обогатительный комбинат, занимающийся добычей полиметаллических руд, и ряд перерабатывающих предприятий.